# 私は野球部マネージャー
『私は野球部マネージャー』（わたしはやきゅうぶマネージャー）は、小箱とたんによる野球漫画及びギャグ漫画。『隔月刊コミックブレイドMASAMUNE』（マッグガーデン）にて2006年初春号から2007年初夏号まで連載された。全8話。

## 概要
部員が2人しかいない高校の野球部を舞台に、様々な動物を引き連れた女子マネージャー・本間九州子の活躍を描いた物語。野球部に本間がマネージャーとして迎え入れられるところから始まり、途中、新たなメンバーの入部や本間の知り合いである女子マネージャー・原那須香の参戦を経て、最後は少年草野球チームの監督・無礼人（ぶれいど）率いるチームとの練習試合を行う。
動物を野球部へ入部させたり、作中で｢作者が野球のルールを知らない｣等と主人公に言わせてみたりと、かなりの不条理性がある。
元々は『月刊少年ガンガン』（エニックス）で企画された勝ち抜き形式の新人賞「2Pでギャグをやってみないか？」に投稿されていた作品で、2001年には第5代チャンピオンを勝ち取っている。

## ストーリー
第1話 本間さんと2人と5匹
部員が2人しかいない野球部の部員・遊佐は嘆いていた。このままでは甲子園に行くことはおろか、野球部が廃部になってしまう。そこで、もう1人の部員・西川はマネージャーを雇うことを提案する。可愛いマネージャーがいれば部員が集まるかもしれない。そんな2人の前にウシに乗った少女・本間九州子が現れる。本間は2人に対し、自分をマネージャーに雇えば5人の新入部員を集めてくると言い、5匹（3匹と2羽）の動物を連れてくる。人間の部員がいないと廃部になると遊佐は怒るが、本間は校長が動物達を部員と認めたことを告げ、自分をマネージャーにしないと野球部が廃部になると脅す。結局、2人は本間をマネージャーにするのだった。
次の日、遊佐と西川が部室に行くと、部室の横に動物たちの部室・野球部牧場が出来ていた。
第2話 本間さんと甲子園の夢
3匹と2羽の新入部員のおかげでなんとか廃部を免れた野球部。しかし人間の部員は2人だけであり、甲子園は夢のまた夢。やる気のない遊佐と西川に対し、本間が新入部員を使った特訓を行う。モーくん（ウシ）に追いかけられる「走りこみ」、うさこ（ウサギ）といっしょに「うさぎ跳び」、ハズレを打ち抜くとこけこ（ニワトリ）が罰ゲームを受ける「投球」などの訓練を受けた2人は、どんなチーム相手にも負ける気がしなくなる。どうして自分たちにここまでしてくれるのか気になった遊佐は本間に尋ねる。実は本間の夢もまた、甲子園に行くことだった。しかし本間の話をよく聞いてみると、2人は彼女が甲子園を「仔牛園」（仔牛の楽園）と勘違いをしていることに気づく。甲子園に仔牛がいないと告げられ驚く本間。
私は野球部マネージャー、完。
第3話 練習試合と卓球部員
野球部はついに練習試合を行う。しかし対戦相手は卓球部で、試合は卓球のダブルスであった。なぜ卓球なのかと怒る遊佐に、本間は「作者が野球のルールを知らない」という事実を告げる。野球漫画として展開しないことにショックを受ける野球部員2人。2人に対し、卓球部員・浜田が「卓球も楽しい」と言う。本間も浜田と張り合い、「野球も楽しい」と言う。互いの部の誇りをかけて闘う2人だったが、本間が浜田に催眠術をかけ、浜田が野球部に寝返る。浜田が抜けたことで1人しかいなくなってしまった卓球部員。彼も野球部に入部する。
こうして遂に、野球部は（動物を含めて）部員が9人揃う。
第4話 本間さんvs原那須香1
人間の部員が4人となった野球部。本間の指導の下ランニングをしていたが、彼女が乗っていたモーくんが突然暴走し、本間を乗せたまま部員たちを撥ね飛ばして走り去ってしまう。ようやくモーくんが止まった時、本間の前にウシに乗った少女が現れる。彼女は原那須香、本間の中学時代の同級生であり、本間と同じく、野球部のマネージャーとなって仔牛園に行くことを目指していた。那須香は本間に、挑戦状を突きつける。彼女も高校で野球部のマネージャーをやっていたがその野球部がつぶれてしまい、本間の野球部を狙っていたのだった。しかし、この挑戦を受けても本間には何の得もない。そこで那須香は牛太郎（ウシ）を賭ける。勝てばウシがもらえると聞いて勝負を受ける本間。勝負の内容はウシレース。ウシに乗って先に博多駅に到着した方の勝ちである。
そして勝負は、互いにウシに乗ったまま電車に乗り、同時に博多駅に着いて引き分けとなった。
第5話 本間さんvs原那須香2
本間の留守中、野球部牧場に女子生徒がやってきた。まともなマネージャーがほしい野球部は彼女を勧誘する。彼女はあっさりとそれを承諾するが、遊佐はそれを不審に思う。そこに本間が帰ってくる。女子生徒はまだ野球部をあきらめていなかった那須香だった。本間と自分のどちらがマネージャーに相応しいかを問う那須香。そこで新入部員（眼鏡をかけている方）が、人間の部員を5人集めた方をマネージャーにすると提案する。提案に乗った本間と那須香はそれぞれウシに乗って出発する。3時間後、2人は新たな部員を連れて戻ってくる。しかしその部員たちはまたしても動物であった。結局勝負は再び引き分けとなり、ともに野球部のマネージャーとなる。
こうして、野球部に新たなマネージャーと10匹の新入部員が加わった。その新入部員には絶滅したはずのニホンオオカミもいた。
第6話 無礼人登場

第7話 本間チームvs無礼人チーム（前編）

第8話 本間チームvs無礼人チーム（後編）

## 登場キャラクター

### 人間
本間 九州子（ほんま くすこ）
マネージャーを探していた野球部の前に突如現れた謎の少女。野球部のマネージャーとなり、仔牛園に行くことを目指している。部員として動物を入部させるなど、突飛な行動が多い。
遊佐（ゆさ）
野球部の部員。甲子園の夢を捨て切れていない。
西川（にしかわ）
野球部の部員。猫好き。部員を増やすためにマネージャーを雇うことを遊佐に提案する。
浜田（はまだ）
第3話から登場。卓球部の部員。将来の夢を聞かれてピンポン玉になりたいと答えるほど卓球が好きだったが、本間の催眠術により卓球部を辞め、野球部に入部する。
伊藤（いとう）
第3話から登場。卓球部の部員（眼鏡をかけている方）。浜田が本間の催眠術により卓球部を辞めて野球部に入部したため、ただ1人の卓球部の部員となるが、直後に自ら野球部に入部する。名前（苗字）は作中で一度しか呼ばれない。
原 那須香（はら なすか）
第4話から登場。本間の中学時代の同級生。野球部マネージャーの座を巡って本間と対決する。結果的に彼女も野球部のマネージャーとなる。
無礼人（ぶれいど）
第6話から登場。少年草野球チームの監督。本間と那須香の中学時代の先輩であり、同じ「うし部」（別名マネージャー部、仔牛園へ行くことを目的にした部）に所属していた。野球部と練習試合を行う。
うし仮面
無礼人との練習試合の球審をしていた牛のマスクを被った人物。高野連（高原の野菜連盟）会長。実は本間の父親で「こうしえん」という牧場を経営している。

### 動物
野球部の部員。最初に5匹（ウシ、ネコ、ニワトリ、ウサギ、カメ）が加わり、その後さらに11匹（ウシ2頭目、クマ、モモンガ、イノシイ、キツネ、シカ、タヌキ、ヒツジ、リス、コウモリ、オオカミ）が加わる。
モーくん
ウシ。本間が連れてきた新入部員。乳牛だが名前から察するにオス。体は実際の牛よりかなり小さい。体重も軽く、西川にぶつかったときはモーくんが吹っ飛んでいる。
みーこ
ネコ。本間が連れてきた新入部員。おそらくメス。西川に気に入られている。
こけこ
ニワトリ。本間が連れてきた新入部員。空気の抜けたゴムボールのような伸縮自在の軟体動物。水に濡れると痩せる。
うさこ
ウサギ。本間が連れてきた新入部員。
セマルハコガメ
カメ。何故か名前が付けられていない。本間が連れてきた新入部員。頭や手足を出しているところを誰も見たことがない。
牛太郎（うしたろう）
那須香の牛。脚力などはモーくんとほぼ互角。
クマ太郎（クマたろう）
クマ。那須香が連れてきた新入部員。捕手が出来る。
その他にモモンガのモモピー、イノシシのいのしんさん、キツネのこんた、シカ、ヒツジ、タヌキのぽんた、リス、コウモリ、ニホンオオカミがいる。

## 単行本
『スコアブック 〜小箱とたん作品集〜』（マッグガーデン、2007年 ISBN 978-4-86127-427-5）に漫画『スケッチブック』とともに収録されている。